# Nansen (cráter)
| The lunar north pole                          |
| Localización de Nansen en el Polo Norte Lunar |

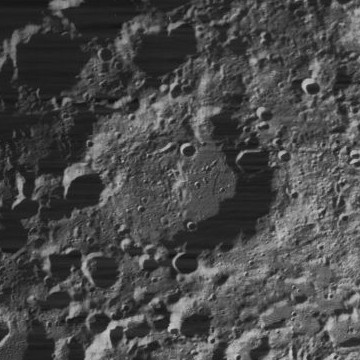
Fotografía de la misión Lunar Orbiter 4 (1967)

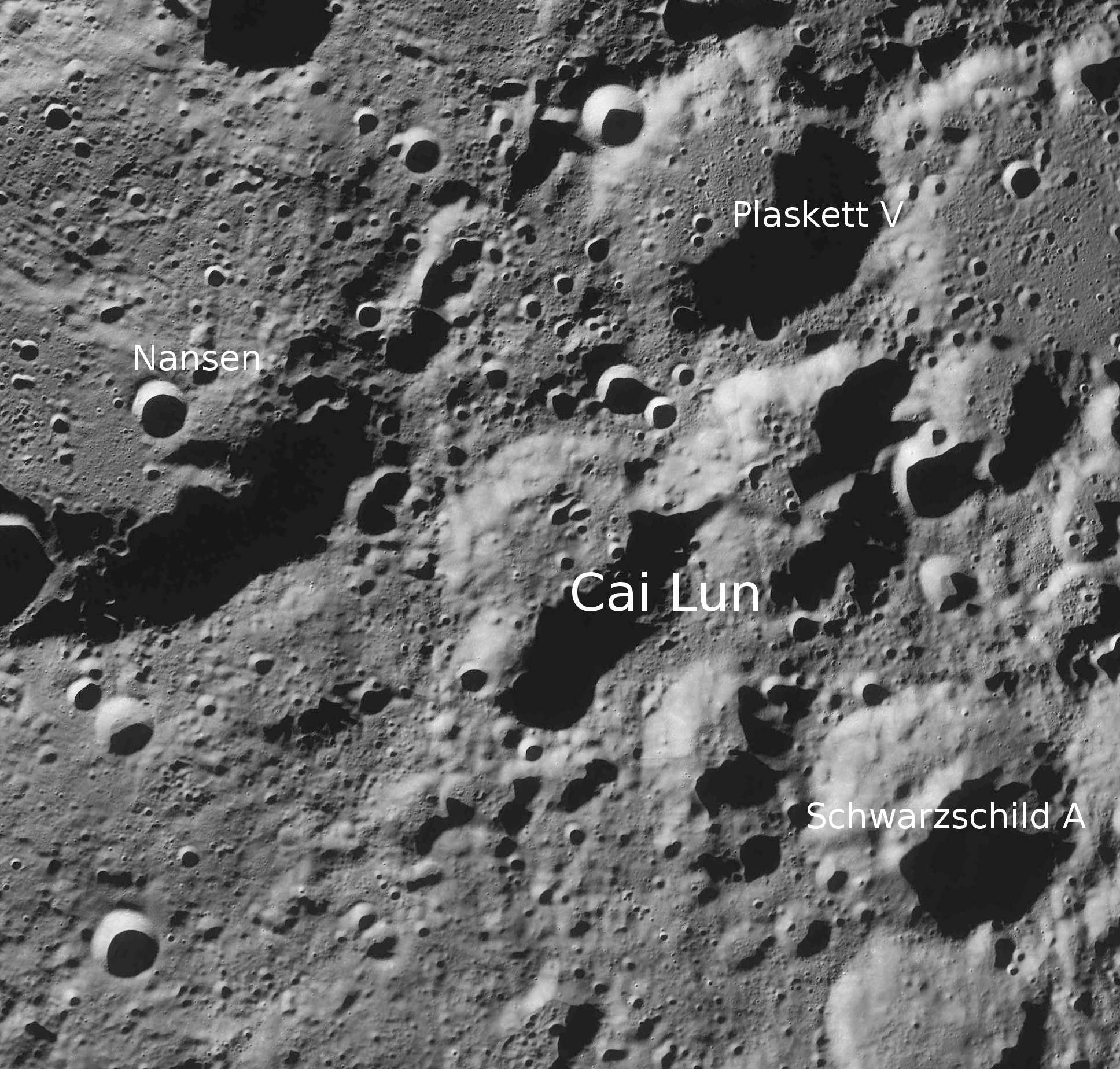
Fotografía de la misión Lunar Reconnaissance Orbiter

Nansen es un antiguo cráter de impacto situado sobre el limbo norte de la Luna, en el lado oriental del polo norte. es visible desde la Tierra, aunque debe ser observado desde naves en órbita para apreciar sus detalles. Cuando se puede divisar durante una libración favorable, esta formación puede localizarse por encima del cráter Baillaud.
|  |

Es un cráter muy desgastado, erosionado por impactos menores, con una pared externa irregular marcada por múltiples pequeños cráteres y hendiduras. Un cráter de reducidas dimensiones atraviesa el borde norte de Nansen, con una formación similar en la pared interior del lado sur. Una cadena combinada de pequeños cráteres se localiza cruzando el borde oriental.
El suelo interior de Nansen es más accidentado e irregular en la mitad norte, mientras que la parte sur del suelo es relativamente nivelada. Un pequeño cráter en forma de cuenco aparece en la parte sureste de la plataforma interior, acompañado por una serie de pequeños cráteres por todo el suelo interior y a lo largo de las paredes adyacentes del brocal.

## Cráteres satélite
Por convención estos elementos son identificados en los mapas lunares poniendo la letra en el lado del punto medio del cráter que está más cercano a Nansen.
|        | \| Nansen \| Coordenadas \| Diámetro \| \| ------ \| ---------------------------- \| -------- \| \| A \| 82°48′N 63°00′E / 82.8, 63.0 \| 46 km \| \| C \| 83°12′N 55°30′E / 83.2, 55.5 \| 34 km \| \| D \| 83°48′N 64°00′E / 83.8, 64.0 \| 21 km \| \| E \| 83°18′N 71°00′E / 83.3, 71.0 \| 15 km \| \| F \| 84°42′N 60°00′E / 84.7, 60.0 \| 62 km \| \| U \| 81°36′N 81°24′E / 81.6, 81.4 \| 16 km \| |          |
| Nansen | Coordenadas | Diámetro |
| A      | 82°48′N 63°00′E / 82.8, 63.0 | 46 km    |
| C      | 83°12′N 55°30′E / 83.2, 55.5 | 34 km    |
| D      | 83°48′N 64°00′E / 83.8, 64.0 | 21 km    |
| E      | 83°18′N 71°00′E / 83.3, 71.0 | 15 km    |
| F      | 84°42′N 60°00′E / 84.7, 60.0 | 62 km    |
| U      | 81°36′N 81°24′E / 81.6, 81.4 | 16 km    |